# Citroën 2CV
Citroën 2CV (bolje znan kot spáček) je avtomobil modelske skupine 2CV (Deux Chevaux (Vapeur) - »dva konja«) francoskega izdelovalca Citroën. V Sloveniji je bilo teh avtomobilov precej, med drugim zaradi sodelovanja med francosko firmo in koprskim podjetjem Cimos, oziroma prvotnim Tomosom.
Nasledil ga je novejši citroenov model Citroën Dyane (na Slovenskem znan kot Diana).
Ima zračno hlajen motor in pogon na sprednja kolesa. Prvič je bil predstavljen na pariškem Mondial de l'Automobile, v proizvodnji pa je bil med leti 1948-1990. Idejo za tovrsten model avtomobila je dobil podpredsednik Citroëna Pierre Boulanger, da bi omogočil motorizacijo velikega števila kmetov, ki so v takratni Franciji še vedno uporabljali konjske vprege. Zamislil si je avtomobil nižjega cenovnega razreda, katerega vzdrževanje bi bilo kar se da preprosto, z nizko porabo goriva ter dobrim vzmetenjem, ki bi omogočalo uporabo tudi na slabih cestah in poljih. Ker je bil avtomobil majhen, se je problem tovorjenja predmetov velikih dimenzij rešil tako, da je imel 2CV zložljivo platneno streho, ki je na modelih, izdelanih do vključno leta 1955, segala vse do zadnjega odbijača. Tako je lahko kmet na zadnje sedeže naložil tudi kakšno žival.

## Citroën Méhari
Citroën Méhari je bil lahek, uporabni avtomobil, ki ga je francoski proizvajalec Citroën izdeloval med letoma 1968 in 1988. Temelji na podvozju modela Citroën 2CV in ima karoserijo iz ABS plastike, kar ga je naredilo bolj odpornega proti rjavenju in enostavnega za čiščenje. Méhari je bil zasnovan za uporabo na terenu in je postal priljubljen zaradi svoje vsestranskosti in preprostosti. Največ Meharijev je bilo izdelanih v izvedenki kabriolet, z zložljivo streho.